# Merklínka
Merklínka je pravostranný přítok řeky Radbuzy v okresech Domažlice a Plzeň-jih v Plzeňském kraji. Délka toku činí 39,4 kilometru. Plocha povodí měří 157,2 km².

## Průběh toku
Říčka pramení v Branžovském hvozdu, 1,5 kilometru od obce Němčice, v nadmořské výšce 612 metrů. Merklínka si udržuje severní směr a má charakter lučního potoka. Na svém horním toku bývá místně nazývána Starý a dále Bukovský potok. Název Merklínka (Merklínský potok) je odvozen od Merklína, městečka s barokním zámkem ze 17. století na středním toku. Na své pouti napájí několik rybníků, jako poslední Merklínský.
Ve Stodu se vlévá zprava do Radbuzy, ve výšce 335 m n. m..

### Větší přítoky
- levé – Těšovický potok
- pravé – Chudenický potok, Biřkovský potok

## Vodní režim
Průměrný průtok Merklínky u ústí činí 0,63 m³/s.
Hlásný profil:
| místo   | říční km | plocha povodí | průměrný průtok (Qa) | stoletá voda (Q100) |
| ------- | -------- | ------------- | -------------------- | ------------------- |
| Merklín | –        | 118,24 km²    | 0,52 m³/s            | 70,3 m³/s           |

## Sídla na řece
Němčice, Úboč, Všepadly, Únějovice, Chocomyšl, Kaničky, Strýčkovice, Křenice, Újezdec, Kloušov, Merklín, Zemětice, Čelákovy, Líšina, Lelov a Stod.